# Seznam představitelů Bolívie
Toto je seznam nejvyšších představitelů Bolívie:
- 16. 5. 1825 až 18. 8. 1825 – Antonio José Francisco de Sucre y Alcalá – vojenský guvernér, vrchní velitel osvobozenecké armády; voj.
- 18. 8. 1825 až 29. 12. 1825 – Simón José de la Santísima Trinidad Bolívar y Palacios – osvoboditel vybavený nejvyšší výkonnou mocí; voj.
- 29. 12. 1825 až 25. 5. 1826 – Antonio José Francisco de Sucre y Alcalá – vojenský guvernér, vrchní velitel osvobozenecké armády; voj.
- 25. 5. 1826 až 28. 5. 1826 – José Joaquín Casimiro Olañeta y Güemes – předseda Všeobecného ústavodárného kongresu
- 28. 5. 1826 až 19. 6. 1826 – Antonio José Francisco de Sucre y Alcalá – výkonná moc; voj.
- 19. 6. 1826 až 12. 8. 1828 – Antonio José Francisco de Sucre y Alcalá – prezident; voj.
- 18. 4. 1828 až 12. 8. 1828 – José María Pérez de Urdininea y Gurruchaga – úřadující prezident pro A. J. F. de Sucreho y A.; voj.
- 12. 8. 1828 až 18. 12. 1828 – José Miguel de Velasco y Franco – úřadující prezident za Josého Andrése de Santa Cruz, který se neujal funkce; voj.
- 18. 12. 1828 až 31. 12. 1828 – Pedro Blanco Soto – prozatímní prezident; voj.
- 18. 12. 1828 až 26. 12. 1828 – José Ramón de Loayza Pacheco Salgado – úřadující prezident pro P. Blanca S.
- 31. 12. 1828 až 31. 1. 1829 – José Miguel de Velasco y Franco – úřadující prezident; voj.
- 31. 1. 1829 až 15. 8. 1831 – José Andrés de Santa Cruz y Villavicencio y Calumana – prozatímní prezident; voj.
- 31. 1. 1829 až 24. 5. 1829 – José Miguel de Velasco y Franco – úřadující prezident pro J. A. de Santa Cruze y V. y V.; voj.
- 15. 8. 1831 až 20. 2. 1839 – José Andrés de Santa Cruz y Villavicencio y Calumana – prezident; 28. 10. 1836 až 20. 2. 1839 také nejvyšší protektor Peruánsko-bolivijské konfederace; voj.
- 20. 2. 1839 až 16. 6. 1839 – José Miguel de Velasco y Franco – prozatímní nejvyšší šéf; voj.
- 16. 6. 1839 až 15. 8. 1840 – José Miguel de Velasco y Franco – prozatímní prezident; voj.
- 15. 8. 1840 až 10. 6. 1841 – José Miguel de Velasco y Franco – prezident; voj.
- 10. 6. 1841 až 9. 7. 1841 – Sebastián de Ágreda – prozatímní šéf; voj.
- 9. 7. 1841 až 22. 9. 1841 – Manuel Enrique Calvo Cuéllar – úřadující prezident; voj.
- 27. 9. 1841 až 15. 8. 1844 – José Ballivián Segurola – prozatímní prezident; voj.
- 15. 8. 1844 až 23. 12. 1847 – José Ballivián Segurola – prezident; voj.
- 23. 12. 1847 až 2. 1. 1848 – Eusebio Guilarte Mole – prozatímní prezident; voj.
- 6. 1. 1848 až 18. 1. 1848 – Manuel Isidoro Belzu Humérez – prozatímní prezident; PP
- 18. 1. 1848 až 6. 12. 1848 – José Miguel de Velasco y Franco – prozatímní prezident; voj.
- 13. 10. 1848 až 6. 12. 1848 – Manuel Isidoro Belzu Humérez – prozatímní prezident; vzbouřenecký; PP
- 6. 12. 1848 až 15. 8. 1850 – Manuel Isidoro Belzu Humérez – prozatímní prezident; PP
- 15. 8. 1850 až 15. 8. 1855 – Manuel Isidoro Belzu Humérez – prezident; PP
- 15. 8. 1855 až 21. 10. 1857 – Jorge Córdova – prezident; PP
- 9. 9. 1857 až 21. 10. 1857 – José María Linares y de Lizarazu Beaumont y Navarra – prozatímní prezident; vzbouřenecký; Rojo
- 21. 10. 1857 až 14. 1. 1861 – José María Linares y de Lizarazu Beaumont y Navarra – prozatímní prezident; Rojo
- 14. 1. 1861 až 4. 5. 1861 – Ruperto Fernández, José María de Achá Valiente, Manuel Antonio Sánchez (do 9. 4. 1861) – junta; voj.
- 4. 5. 1861 až 15. 8. 1862 – José María de Achá Kliente – prozatímní prezident; voj.
- 15. 8. 1862 až 28. 12. 1864 – José María de Achá Valiente – prezident; voj.
- 28. 12. 1864 až 15. 8. 1870 – Manuel Mariano Melgarejo – prozatímní prezident; voj.
- 15. 8. 1870 až 15. 1. 1871 – Manuel Mariano Melgarejo – prezident; voj.
- 26. 11. 1870 až 15. 1. 1871 – Pedro Agustín Morales Hernández – nejvyšší šéf revoluce; vzbouřenecký; PL
- 15. 1. 1871 až 21. 1. 1871 – Pedro Agustín Morales Hernández – nejvyšší šéf revoluce; PL
- 21. 1. 1871 až 25. 8. 1872 – Pedro Agustín Morales Hernández – prozatímní prezident; PL
- 25. 8. 1872 až 27. 11. 1872 – Pedro Agustín Morales Hernández – prezident; PL
- 27. 11. 1872 až 28. 11. 1872 – Juan de Dios Bosque – úřadující prezident; bezp.
- 28. 11. 1872 až 9. 5. 1873 – Tomás Francisco Frías Ametller – prezident; PL
- 9. 5. 1873 až 14. 2. 1874 – Adolfo Ballivián Coll – prezident; voj.
- 14. 2. 1874 až 4. 5. 1876 – Tomás Francisco Frías Ametller – prezident; PL
- 4. 5. 1876 až 28. 12. 1879 – Hilarión Daza Grosellé – prozatímní prezident; voj.
- 28. 12. 1879 až 17. 1. 1880 – Uladislao Silva – předseda junty; voj.
- 19. 1. 1880 až 31. 5. 1880 – José Narciso Campero Leyes – prozatímní prezident; PC
- 31. 5. 1880 až 19. 6. 1880 – Aniceto Arce y Ruiz de Mendoza – úřadující prezident; PC
- 19. 6. 1880 až 6. 8. 1884 – José Narciso Campero Leyes – prezident; PC
- 6. 8. 1884 až 4. 9. 1884 – José Narciso Campero Leyes – prozatímní prezident; PC
- 4. 9. 1884 až 15. 8. 1888 – José Gregorio Pacheco Leyes – prezident; PC
- 15. 8. 1888 až 11. 8. 1892 – Aniceto Arce y Ruiz de Mendoza – prezident; PC
- 11. 8. 1892 až 19. 8. 1896 – José Mariano Baptista Caserta – prezident; PC
- 19. 8. 1896 až 12. 4. 1899 – Severo Fernández Alonso Caballero – prezident; PC
- 12. 12. 1898 až 12. 4. 1899 – Serapio Reyes Ortiz Aguilar – předseda federální junty; vzbouřenecký; PL
- 12. 4. 1899 až 25. 10. 1899 – Serapio Reyes Ortiz Aguilar – předseda federální junty; PL
- 25. 10. 1899 až 6. 8. 1904 – Jaun José Manuel Inocencio Pando Solares – prezident; PL
- 6. 8. 1904 až 14. 8. 1904 – Jaun José Manuel Inocencio Pando Solares – prozatímní prezident; PL
- 14. 8. 1904 až 12. 8. 1909 – Ismael Montes Gamboa – prezident; PL
- 12. 8. 1909 až 14. 8. 1913 – Eliodoro Villazón Montaño – prezident; PL
- 14. 8. 1913 až 15. 8. 1917 – Ismael Montes Gamboa – prezident; PL
- 15. 8. 1917 až 12. 7. 1920 – José Gutiérrez Guerra – prezident; PL
- 12. 7. 1920 až 13. 7. 1920 – Rosa Bautista Saavedra Mallea – nejvyšší politický šéf; PR
- 13. 7. 1920 až 28. 1. 1921 – José María Escalier Villegas (PR), Rosa Bautista Saavedra Mallea (PR), José Manuel Ramírez – junta
- 28. 1. 1921 až 3. 9. 1925 – Rosa Bautista Saavedra Mallea – prezident; PR
- 3. 9. 1925 až 10. 1. 1926 – Felipe Segundo Guzmán – prozatímní prezident; PR
- 10. 1. 1926 až 28. 5. 1930 – Mariano Hernando Siles Reyes – prezident; PR
- 28. 5. 1930 až 25. 6. 1930 – Alberto Díez de Medina Lértora, Germán Antelo Arauz (do 17. 6. 1930), Franklin Mercado, José David Toro Ruilova, José Aguirre Achá, Fidel Vega, Carlos Banzer Alias, Ezequiel Romecín Calderón (od 17. 6. 1930) – úřadující rada ministrů
- 28. 6. 1930 až 5. 3. 1931 – Carlos Blanco Galindo – předseda rady ministrů vojenské junty; voj.
- 5. 3. 1931 až 27. 11. 1934 – Daniel Domingo Salamanca Urey – prezident; PR
- 28. 11. 1934 až 17. 5. 1936 – José Luis Tejada Sorzano – prezident; PL
- 17. 5. 1936 až 20. 5. 1936 – Germán Busch Becerra – předseda prozatímní junty; voj.
- 20. 5. 1936 až 13. 7. 1937 – José David Toro Ruilova – předseda junty; voj.
- 13. 7. 1937 až 28. 5. 1938 – Germán Busch Becerra – předseda junty; voj.
- 28. 5. 1938 až 23. 8. 1939 – Germán Busch Becerra – prezident; voj.
- 23. 8. 1939 až 15. 4. 1940 – Carlos Quintanilla Quiroga – prozatímní prezident; voj.
- 15. 4. 1940 až 20. 12. 1943 – Enrique Peñaranda del Castillo – prezident; voj.
- 20. 12. 1943 až 5. 4. 1944 – Gualberto Villarroel López – předseda junty; voj.
- 5. 4. 1944 až 6. 8. 1944 – Gualberto Villarroel López – prozatímní prezident; Radepa-MNR
- 6. 8. 1944 až 21. 7. 1946 – Gualberto Villarroel López – prezident; Radepa-MNR
- 21. 7. 1946 až 22. 7. 1946 – Nestor Guillén Olmos – vrchní soudce; bezp.
- 22. 7. 1946 až 15. 8. 1946 – Néstor Guillén Olmos – předseda prozatímní junty; bezp.
- 15. 8. 1946 až 10. 3. 1947 – Tomás Monje Gutiérrez – předseda prozatímní junty; bezp.
- 10. 3. 1947 až 22. 10. 1949 – José Enrique Hertzog Garaizábal – prezident; PURS
- 7. 5. 1949 až 22. 10. 1949 – Mamerto Urriolagoitia Harriague – úřadující prezident pro J. E. Hertzoga G.; PURS
- 22. 10. 1949 až 24. 10. 1949 – Mamerto Urriolagoitia Harriague – úřadující prezident; PURS
- 24. 10. 1949 až 16. 5. 1951 – Mamerto Urriolagoitia Harriague – prezident; PURS
- 16. 5. 1951 až 11. 4. 1952 – Hugo Ballivián Rojas – předseda vojenské junty; voj.
- 11. 4. 1952 až 12. 4. 1952 – Hernán Siles Zuazo – prozatímní prezident; MNR
- 12. 4. 1952 až 16. 4. 1952 – Hernán Siles Zuazo – úřadující prezident; MNR
- 16. 4. 1952 až 6. 8. 1956 – Ángel Víctor Paz Estenssoro – prezident; MNR
- 6. 8. 1956 až 6. 8. 1960 – Hernán Siles Zuazo – prezident; MNR
- 6. 8. 1960 až 4. 11. 1964 – Ángel Víctor Paz Estenssoro – prezident; MNR
- 4. 11. 1964 až 5. 11. 1964 – Alfredo Ovando Candía – předseda vojenské junty; voj.
- 5. 11. 1964 – Alfredo Ovando Candía, René Barrientos Ortuño – spolupředsedové vojenské junty; voj.
- 5. 11. 1964 až 26. 5. 1965 – René Barrientos Ortuño – předseda vojenské junty; voj.
- 26. 5. 1965 až 4. 1. 1966 – René Barrientos Ortuño (voj./MPC), Alfredo Ovando Candía (voj.) – spolupředsedové vojenské junty
- 4. 1. 1966 až 6. 8. 1966 – Alfredo Ovando Candía – předseda vojenské junty; voj.
- 6. 8. 1966 až 27. 4. 1969 – René Barrientos Ortuño – prezident; FRB
- 27. 4. 1969 až 26. 9. 1969 – Luis Adolfo Siles Salinas – prezident; PSD-FRB
- 26. 9. 1969 až 6. 10. 1970 – Alfredo Ovando Candía – prezident; voj.
- 6. 10. 1970 až 7. 10. 1970 – Efraín Guachalla Ibáñez, Fernando Sattori Ribera, Alberto Albarracín Crespo – vojenská junta; voj.
- 7. 10. 1970 až 21. 8. 1971 – Juan José Torres González – prezident; voj.
- 21. 8. 1971 až 22. 8. 1971 – Jaime Florentino Mendieta Vargas, Hugo Banzer Suárez, Andrés Selich Chop – junta; voj.
- 22. 8. 1971 až 21. 7. 1978 – Hugo Banzer Suárez – prezident; voj.
- 21. 7. 1978 – Víctor González Fuentes – předseda vojenské junty; voj.
- 21. 7. 1978 až 24. 11. 1978 – Juan Pereda Asbún – prezident; voj.
- 24. 11. 1978 až 8. 8. 1979 – David Padilla Arancibia – prezident; voj.
- 8. 8. 1979 až 1. 11. 1979 – Wálter Guevara Arze – prezident; MNRA
- 1. 11. 1979 až 17. 11. 1979 – Wálter Guevara Arze – prezident; odštěpenecký; MNRA
- 1. 11. 1979 až 16. 11. 1979 – Alberto Natusch Busch – prezident; voj.
- 17. 11. 1979 až 18. 7. 1980 – Lydia Gueiler Tejadová – úřadující prezidentka; PRIN
- 18. 7. 1980 – Luis García Meza Tejada, Waldo Bernal Pereira, Ramiro Terrazas Rodríguez – junta velitelů; voj.
- 18. 7. 1980 až 4. 8. 1981 – Luis García Meza Tejada – prezident; voj.
- 4. 8. 1981 až 4. 9. 1981 – Waldo Bernal Pereira, Celso Torrelio Villa, Óscar Jaime Pammo Rodríguez – junta velitelů; voj.
- 4. 9. 1981 až 19. 7. 1982 – Celso Torrelio Villa – prezident; voj.
- 19. 7. 1982 až 21. 7. 1982 – Natalio Morales Mosquera, Óscar Jaime Pammo Rodríguez, Ángel Mariscal Gómez – junta velitelů; voj.
- 21. 7. 1982 až 10. 10. 1982 – Guido Vildoso Calderón – prezident; voj.
- 10. 10. 1982 až 6. 8. 1985 – Hernán Siles Zuazo – prezident; MNRI
- 6. 8. 1985 až 6. 8. 1989 – Víctor Paz Estenssoro – prezident; MNR
- 6. 8. 1989 až 6. 8. 1993 – Jaime Paz Zamora – prezident; MIR
- 6. 8. 1993 až 6. 8. 1997 – Gonzalo Sánchez de Lozada Sánchez Bustamante – prezident; MNR
- 6. 8. 1997 až 7. 8. 2001 – Hugo Banzer Suárez – prezident; ADN
- 1. 7. 2001 až 7. 8. 2001 – Jorge Fernando Quiroga Ramírez – úřadující prezident pro H. Bánzera S.; ADN
- 7. 8. 2001 až 6. 8. 2002 – Jorge Fernando Quiroga Ramírez – prezident; ADN
- 6. 8. 2002 až 17. 10. 2003 – Gonzalo Sánchez de Lozada Sánchez Bustamante – prezident; MNR
- 17. 10. 2003 až 9. 6. 2005 – Carlos Diego Mesa Gisbert – prezident; bezp.
- 9. 6. 2005 až 22. 1. 2006 – Eduardo Rodríguez Veltzé – prezident; bezp.
- 22. 1. 2006 až 10. 11. 2019 – Juan Evo Morales Ayama – prezident; MAS
- 12. 11. 2019 až 8. 11. 2020 – Jeanine Áñezová – prozatímní prezidentka; MDS
- od 8. 11. 2020 – Luis Alberto Arce Catacora – prezident; MAS